# Bic Cristal
BIC Cristal — дешёвая одноразовая шариковая ручка, производимая и продаваемая французской компанией Bic из Клиши-ла-Гаренн. Она была впервые выпущена в продажу в 1950 году и является самой продаваемой ручкой в мире: в сентябре 2006 года был продан 100-миллиардный экземпляр. Она стала архетипической шариковой ручкой и считается настолько распространенной, что Музей современного искусства Нью-Йорка сделал ее постоянной частью своей коллекции.

## История
В 1944 году, под конец Второй мировой войны, предприниматель Марсель Бик купил фабрику в Клиши, пригороде к северу от Парижа, и в 1945 году вместе с партнером Эдуардом Буффаром основал Société PPA (в дальнейшем переименованную в Société Bic). Во время войны Бик увидел шариковую ручку произведённую в Аргентине Ласло Биро. В течение 1949—1950 годов BIC Cristal был разработан командой дизайнеров Décolletage Plastique в Société PPA. Бик инвестировал в швейцарскую технологию, способную формовать металл толщиной до 0,01 миллиметра, что позволило изготовить сферу из нержавеющей стали толщиной в один миллиметр, которая позволяла чернилам свободно течь вниз по стержню. Бик разработал вязкие чернила, которые не протекали и не засорялись, и, используя патент на шариковую ручку, полученный от Биро, выпустил Cristal в декабре 1950 года.
Бик вложил значительные средства в рекламу, наняв в 1952 году дизайнера плакатов Раймона Савиньяка, и получил французскую премию «Oscar de la publicité» за рекламу. В 1953 году руководитель отдела рекламы Пьер Гишенне посоветовал Бику сократить свою фамилию до Bic, чтобы получить легко запоминающееся и адаптируемое к мировым условиям торговое название для ручки, которое соответствовало бы тенденциям брендинга товаров послевоенной эпохи. В ранней рекламе Bic во Франции Cristal называли «Атомной ручкой». На протяжении 1950-х и 1960-х годов пишущий наконечник и эргономичный дизайн Bic Cristal помогли сместить мировой рынок ручек с перьевых ручек на шариковые.
В 1959 году Бик вывел ручку на американский рынок: вскоре ручка Bic продавалась по цене 29 центов (эквивалентно 3,03 доллара в 2023 году) со слоганом «пишет с первого раза, каждый раз» (англ. writes first time, every time). В 1965 году Министерство образования Франции одобрило Bic Cristal для использования в учебных классах.
В сентябре 2006 года ручка Bic Cristal была объявлена самой продаваемой в мире после того, как была продана 100-миллиардная ручка.

## Дизайн
Музей современного искусства в Нью-Йорке признал промышленный дизайн Bic Cristal, включив его в постоянную коллекцию музея. Его шестиугольная форма напоминает типичный деревянный карандаш и обеспечивает прочность, а три точки захвата обеспечивают высокую устойчивость письма. Прозрачный полистироловый корпус ручки и полипропиленовая трубка показывают уровень чернил.